# USS LST-128
O USS LST-128 foi um navio de guerra norte-americano da classe LST que operou durante a Segunda Guerra Mundial.